# Akio Kuwazawa
Akio Kuwazawa (japanisch 桑沢 秋雄 Kuwazawa Akio; * 22. Juli 1959 in Ishikawa (Fukushima)) ist ein ehemaliger japanischer Radrennfahrer.

## Sportliche Laufbahn
Kuwazawa war Bahnradsportler. Er war Teilnehmer der war Teilnehmer der Olympischen Sommerspiele 1984 in Los Angeles. Im Punktefahren wurde er auf dem 15. Rang klassiert. In der Mannschaftsverfolgung kam Japan mit Akio Kuwazawa, Harumitsu Okada, Mitsugi Sarudate und Yoshihiro Tsumuraya auf den 11. Platz.